# Múscul flexor curt del dit gros del peu
El múscul flexor curt del dit gros del peu (musculus flexor hallucis brevis), és un múscul humà que està situat a la planta del peu, entre l'abductor del dit gros i el flexor curt dels dits.
S'origina a la zona medial de la superfície inferior de l'os cuboide, de la porció contigua amb el tercer cuny i de la prolongació del tendó del tibial posterior. Es divideix en dues parts que s'insereixen en els costats lateral i medial de la base de la primera falange del dit gros. Hi ha un os sesamoide en cada inserció. En la part medial combina amb l'abductor del dit gros previ a la seva inserció i la part lateral ho fa amb l'adductor del dit gros. El tendó del flexor llarg del dit gros jeu en un solc entre els dos. La porció lateral es descriu de vegades com el primer interossi plantar.
Està innervat pel nervi plantar medial i la seva contracció produeix la flexió de l'articulació metatarsofalàngica del primer dit del peu, col·laborant per tant en l'acció del flexor llarg del dit gros.
És irrigat per l'artèria plantar medial o externa.
L'origen pot variar. A vegades rep fibres del calcani o del lligament plantar llarg. A vegades està absent l'origen en l'os cuboide i a vegades pot inserir-se en la primera falange del segon dit.

## Galeria d'imatges

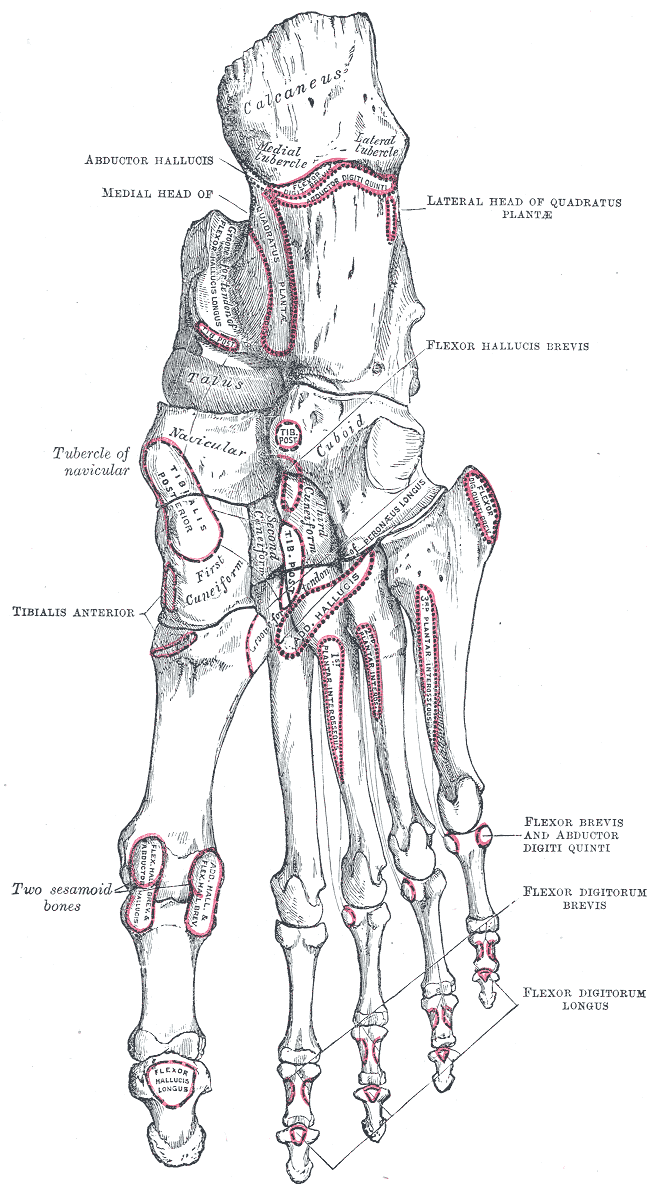
Ossos del peu dret. Superfície plantar.
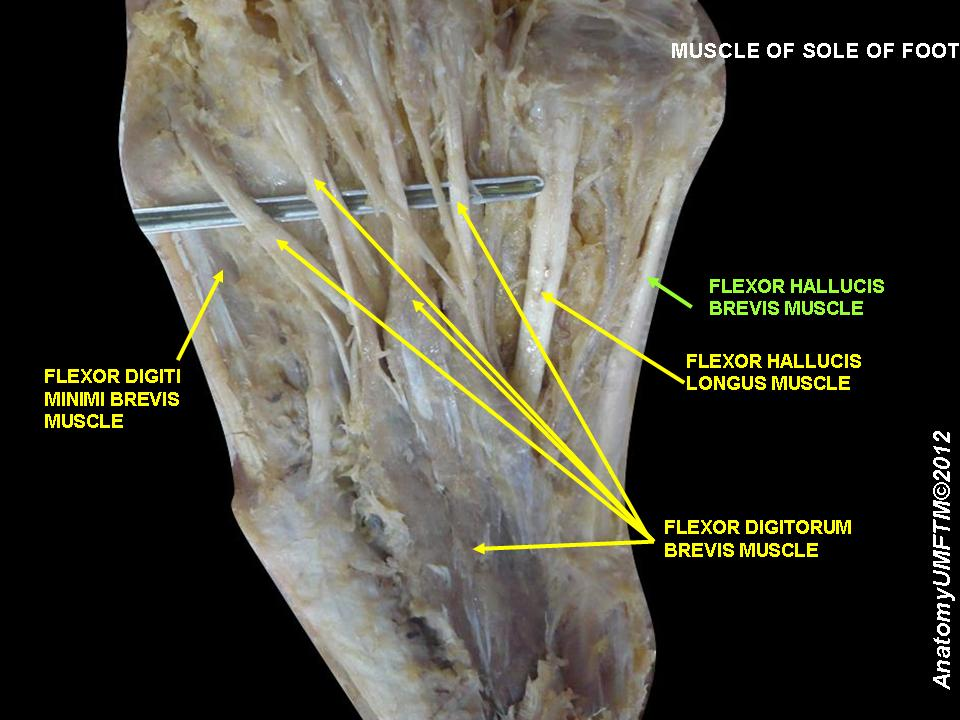
Flexor curt del dit gros del peu
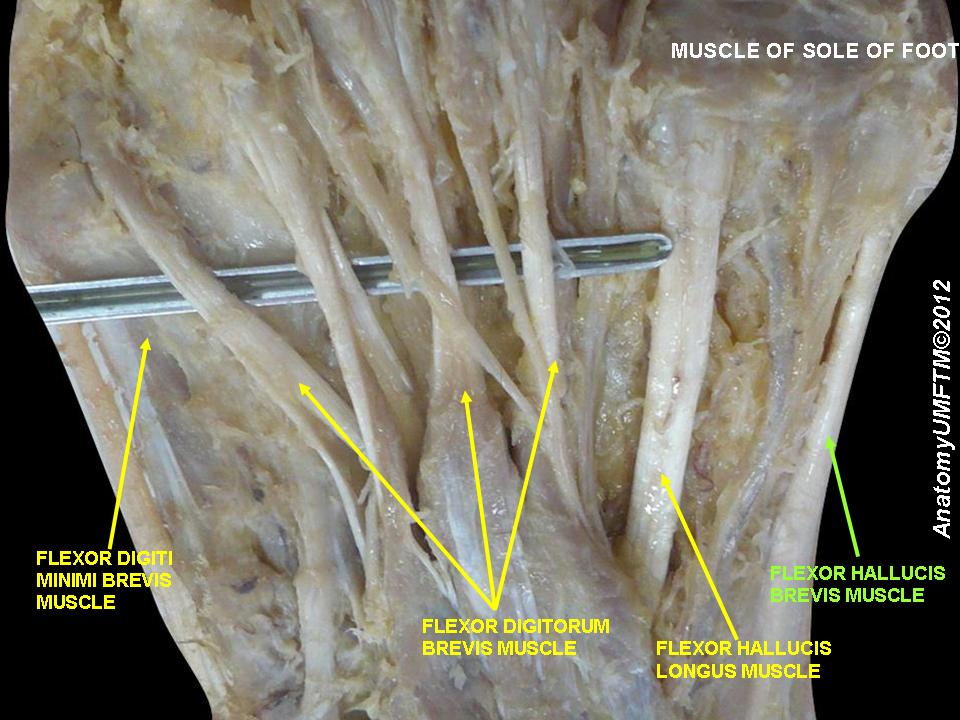
Flexor curt del dit gros del peu